# Уголковское сельское поселение
Уголковское се́льское поселе́ние — муниципальное образование в Зубово-Полянском районе Мордовии Российской Федерации.
Административный центр — село Уголок.

## История
Статус и границы сельского поселения установлены Законом Республики Мордовия от 7 февраля 2005 года № 12-З «Об установлении границ муниципальных образований Зубово-Полянского муниципального района, Зубово-Полянского муниципального района и наделении их статусом сельского поселения, городского поселения и муниципального района».

## Население
| 2002 | 2010 | 2012 | 2013 | 2014 | 2015 | 2016 |
| ---- | ---- | ---- | ---- | ---- | ---- | ---- |
| 595  | ↘590 | ↘561 | ↗607 | ↘598 | ↘579 | ↘578 |
| 2017 | 2018 | 2019 | 2020 | 2021 |      |      |
| ↗579 | ↘563 | ↘545 | ↘544 | ↘506 |      |      |

## Состав сельского поселения
| № | Населённый пункт | Тип населённого пункта       | Население |
| - | ---------------- | ---------------------------- | --------- |
| 1 | Дмитриевка       | посёлок                      | ↗1        |
| 2 | Исаевка          | деревня                      | ↘117      |
| 3 | Красный Лундан   | посёлок                      | ↘79       |
| 4 | Новая Поляна     | село                         | ↗102      |
| 5 | Уголок           | село, административный центр | ↗260      |
| 6 | Шуварляй         | посёлок                      | ↘31       |